# 车亭公路

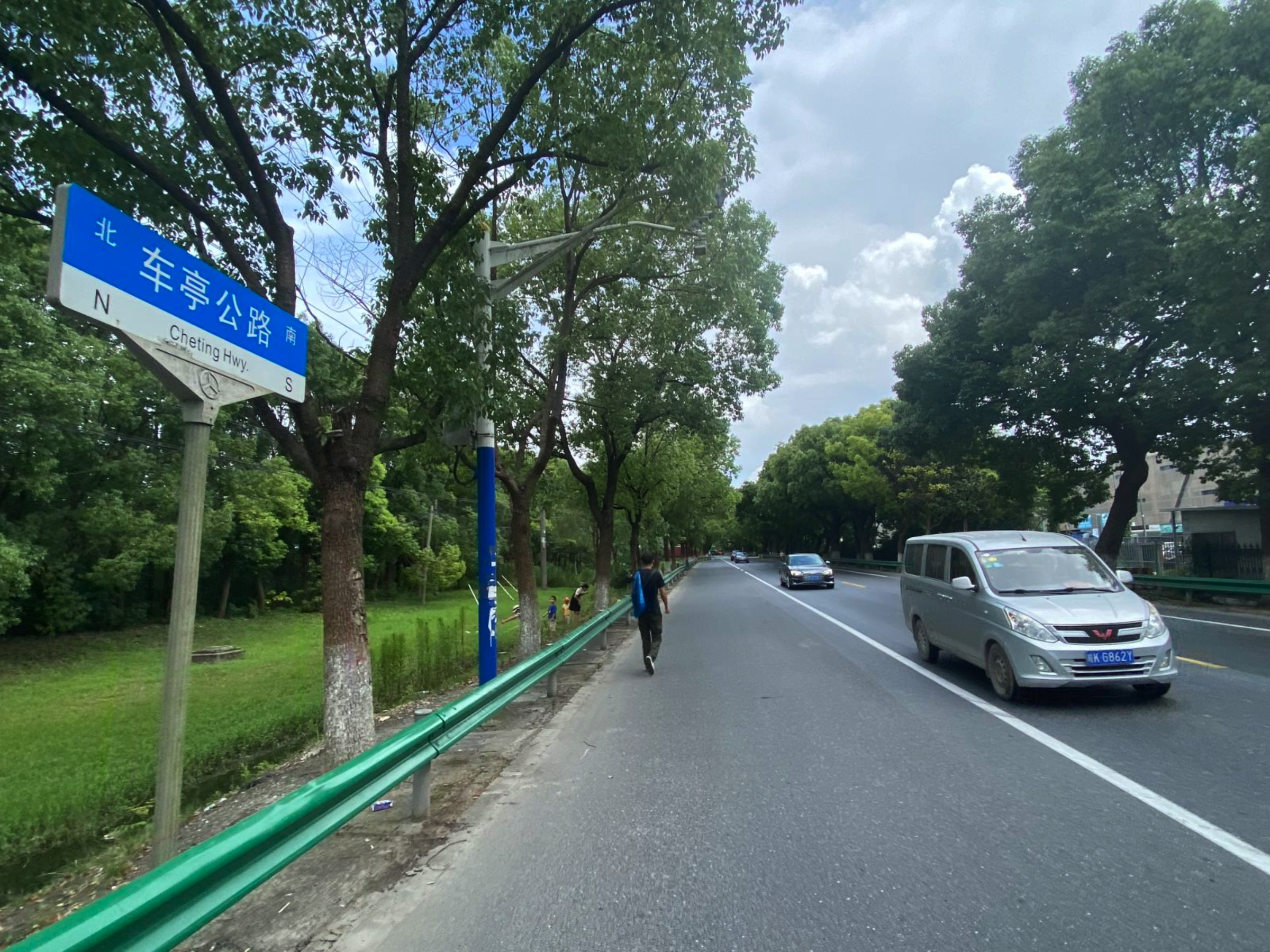
车亭公路

车亭公路是中華人民共和國320國道的一部分，位於上海市松江區和金山區，起點為北松公路與新車公路的十字路口，終點為大亭公路、亭楓公路、亭衛公路三條道路交界處，长15.6公里。該道路於1974年至1976年间修筑，以道路兩端地名車墩鎮和亭林鎮的首字命名。

## 沿线景观
车亭公路上设有连接车墩和叶榭的松浦大桥，下层是原金山线单线铁路，已于2018-2020年间改为人行景观通道；上层是双向六车道公路，截止至2023年仍暂维持双车道规模。
车亭公路在影振路口附近有上海影视乐园，在松浦大桥南侧有浦南批发市场，但处于装修状态。而在叶榭南侧有立达职业学院。

## 交通情况
在车亭公路行驶的公交车主要有松江31路、莘金专线、上石线、南松专线、松卫专线和莲亭专线。
其中因为莲亭专线所属公司为锦山客运，会在车亭公路上在人行道上行驶甚至逆行，所以是上述公交中开的最快的。